# Lou Taylor Pucci
Pour les articles homonymes, voir Pucci (homonymie).
Lou Taylor Pucci est un acteur américain, né le 27 juillet 1985 à Seaside Heights, dans le New Jersey.

## Biographie
Lou Taylor Pucci vit dans le New Jersey, où il est né. Il obtient son premier rôle au théâtre à l'âge dix ans, dans Oliver !. Deux ans plus tard, il joue Freidrich dans La Mélodie du bonheur sur les planches de Broadway.
Il joue ensuite dans de nombreuses pièces de théâtre dans le New Jersey.
Lou Taylor Pucci décroche son premier rôle au cinéma en 2002 dans le film Personal Velocity: Three Portraits.
En 2005, il joue  dans Âge difficile obscur (Thumbsucker). Sa performance est saluée et il remporte le Special Jury Prize for Acting au Festival du film de Sundance, et l'Ours d'argent du meilleur acteur  au festival de la Berlinale en 2005.
Toujours en 2005, Lou Taylor Pucci apparaît dans le clip Jesus of Suburbia de Green Day.
Il tourne ensuite dans le film The Chumscrubber réalisé par Arie Posin, et dans la série télévisée Empire Falls diffusée sur la chaîne HBO.

## Filmographie

### Cinéma
- 2002 : Personal Velocity: Three Portraits de Rebecca Miller : Kevin
- 2005 : Âge difficile obscur (Thumbsucker) de Mike Mills : Justin Cobb
- 2005 : The Chumscrubber d'Arie Posin : Lee
- 2006 : Fifty Pills de Theo Avgerinos : Darren
- 2006 : Fast Food Nation de Richard Linklater : Paco
- 2006 : Southland Tales de Richard Kelly : Martin Kefauver
- 2007 : The Go-Getter de Martin Hynes : Mercer
- 2008 : Les Cavaliers de l'Apocalypse (Horsemen) de Jonas Akerlund : Alex Breslin
- 2008 : The Informers de Gregor Jordan : Tim Price
- 2009 : The Answer Man (Arlen Faber) de John Hindman : Kris Lucas
- 2009 : Infectés (Carriers) de David et Alex Pastor : Danny Green
- 2010 : Brotherhood de Will Canon : Kevin
- 2010 : Beginners de Mike Mills : un magicien
- 2011 : The Music Never Stopped de Jim Kohlberg : Gabriel Sawyer
- 2011 : Cavale aux portes de l'enfer (Original title: The Legend of Hell's Gate: An American Conspiracy) de Tanner Beard : Kelly
- 2012 : Jack & Diane de Bradley Rust Gray : Tom
- 2012 : The Story of Luke d'Alonso Mayo : Luke
- 2013 : All Together Now d'Alexander Mirecki : Ron
- 2013 : Evil Dead de Fede Alvarez : Eric
- 2014 : Spring de Justin Benson et Aaron Moorhead : Evan
- 2015 : Ava's Possessions de Jordan Galland : Ben Branson
- 2016 : Poor Boy de Robert Scott Wildes : Romeo Griggs
- 2018 : A.X.L. d'Oliver Daly : Randall
- 2021 : Moon Manor de Machete Bang Bang et Erin Granat : Andrew
- 2022 : You Above All de Lucas Elliot Eberl et Edgar Morais

### Télévision
- 2005 : Empire Falls : John Voss
- 2006 : New York, section criminelle (Law & Order: Criminal Intent) : Joey Frost (épisode "Le Flambeur")
- 2012 : Girls  : Eric
- 2013 : Reckless (Téléfilm) : Ryan Harrison
- 2014 : Halt and Catch Fire : Heath
- 2014 : Chicago Police Department : Teddy Courtney
- 2016 : Falling Water : Andy (3 épisodes)
- 2018 : You : Benji (3 épisodes)
- 2019 : You're the Worst : Nock Nock (3 épisodes)
- 2019 : American Horror Story : 1984 : Jonas Shevoore (5 épisodes)
- 2019 : Younger : Travis Jason
- 2021 : Shameless : Lou (Homme masqué #2)
- 2021 : Physical : Tyler (7 épisodes)
- 2025 : Daredevil: Born Again : Adam (1 épisode)

## Distinctions
- Berlinale 2005 : Ours d'argent du meilleur acteur pour Âge difficile obscur
- Festival du film de Sundance 2005 : Prix spécial du jury pour un acteur pour Âge difficile obscur